# Аммута (Рідала)
А́ммута (ест. Ammuta küla) — село в Естонії, у волості Рідала повіту Ляенемаа.

## Населення
Чисельність населення на 31 грудня 2011 року становила 31 особу.

## Географія
Аммута межує з селами Панґа та Сіналепа.
Через населений пункт проходить автошлях 16111 (Паріла — Кійдева).

## Історія
З 1998 року село відновлено як окремий населений пункт.